# 刘文 (总监)
刘文（1966年—），安徽芜湖人，中国纪录片导演。

## 生平
1988年在北京广播学院电视系电视摄影专业获法学学士学位，此后留在北京广播学院任教。1991年，刘文调至中央电视台海外中心专题部，历任《中国报道》编导、摄影，《中华医药》制片人，海外专题部副主任，大型电视纪录片《再说长江》总制片人兼总编导，创办《中华医药》、《走遍中国》栏目，曾编导、摄影电视片百余部（集）。2011年1月任中央电视台纪录频道总监，为中央电视台高级编辑，曾任中央电视台中文国际频道副总监。在任中央电视台纪录频道总监期间，推出了纪录片《舌尖上的中国》，引发巨大反响。2014年7月30日，刘文被检察机关带走，有传闻说传他在纪录片采购和制作上有经济问题。